# Commission de mouvement
En finance, la commission de mouvement est une commission facturée par les banques sur tous les mouvements débiteurs effectués sur un compte bancaire sur une période donnée. Ce, quel que soit le solde du compte (positif ou négatif).